# Strongylognathus dalmaticus
Strongylognathus dalmaticus is een mierensoort uit de onderfamilie van de Myrmicinae. De wetenschappelijke naam van de soort is voor het eerst geldig gepubliceerd in 1969 door Baroni Urbani.